# Bibinje
Bibinje är en ort i Kroatien.   Den ligger i länet Zadars län, i den södra delen av landet, 200 km söder om huvudstaden Zagreb. Bibinje ligger 54 meter över havet och antalet invånare är 3 942.
Terrängen runt Bibinje är huvudsakligen platt, men söderut är den kuperad. Havet är nära Bibinje åt sydväst. Runt Bibinje är det ganska glesbefolkat, med 47 invånare per kvadratkilometer. Närmaste större samhälle är Zadar, 7,5 km nordväst om Bibinje. 